# Liste der denkmalgeschützten Objekte in Klam
Die Liste der denkmalgeschützten Objekte in Klam enthält die 6 denkmalgeschützten, unbeweglichen Objekte in Klam.
Bei der Verfassung der Beschreibungen der einzelnen Objekte wurden im Wesentlichen die Informationen der Homepage der Marktgemeinde Klam verwendet.

## Denkmäler
| Foto |                 | Denkmal                                                            | Standort                                   | Beschreibung | Metadaten |
| ---- | --------------- | ------------------------------------------------------------------ | ------------------------------------------ | --- | --- |
| ja   | Datei hochladen | Kath. Pfarrkirche Kreuzauffindung HERIS-ID: 22917 Objekt-ID: 19264 | bei Klam 18 Standort KG: Clam              | Das nach dem Großbrand 1760 wieder aufgebaute Kirchengebäude besteht aus einem schlichten, dreijochigen Saal mit flachem Tonnendach und tief herabgezogenen Stichkappen. Über dem Portal steht eine Nepomuk-Statue. Beim nördlichen Seitenaltar befinden sich je eine Statuette des hl. Antonius von Padua sowie des Josef mit Blütenstab und Jesuskind. Beim südlichen Seitenaltar steht eine Maria Immaculata auf einer Mondsichel. In einer Nische steht eine Blasius-Figur aus der Zeit um 1900. Ebenfalls an der Südwand steht das Taufbecken aus dem 17. Jahrhundert. | BDA-Hist.: Q15111766 Status: § 2a Stand der BDA-Liste: 2025-06-30 Name: Kath. Pfarrkirche Kreuzauffindung GstNr.: .42 Parish Church in Klam |
| ja   | Datei hochladen | Figur Hl. Johannes Nepomuk HERIS-ID: 22911 Objekt-ID: 19258        | Klam 20, in der Nähe Standort KG: Clam     | Figur auf hohem Sockel mit der Jahreszahl 1746, vom Burgherr zu Clam gestiftet. Steht am östlichen Ortsrand. | BDA-Hist.: Q37873196 Status: § 2a Stand der BDA-Liste: 2025-06-30 Name: Figur Hl. Johannes Nepomuk GstNr.: 168/1 Johannes Nepomuk, Klam     |
| ja   | Datei hochladen | Marktbrunnen HERIS-ID: 22913 Objekt-ID: 19260                      | bei Klam 27 Standort KG: Clam              | Der Marktbrunnen auf dem Klamer Marktplatz wurde 1861 von den Klamer Marktbürgern in Ybbs gekauft, um die Wasserversorgung im Ort sicherzustellen. Anlässlich der Sanierung des Brunnens im Jahr 2011 wurde er in seine ursprüngliche Form als Springbrunnen rückgebaut. | BDA-Hist.: Q37873227 Status: § 2a Stand der BDA-Liste: 2025-06-30 Name: Marktbrunnen GstNr.: 1997/2 Marktbrunnen Klam                       |
| ja   | Datei hochladen | Purghoferkapelle HERIS-ID: 22921 Objekt-ID: 19268                  | östlich Niederkalmberg 6 Standort KG: Clam | Eine Segmentbogennische mit bemerkenswerter Figur Christus um 1600 erbaut. Vermutlich eine Station der Wallfahrt nach Bad Kreuzen. | BDA-Hist.: Q37873264 Status: Bescheid Stand der BDA-Liste: 2025-06-30 Name: Purghoferkapelle GstNr.: 2051, 2022                             |
| ja   | Datei hochladen | Burg Clam HERIS-ID: 22904 Objekt-ID: 19251                         | Sperken 1 Standort KG: Clam                | Durch eine Vorburg mit großem, unregelmäßigem Hof der von Verwaltungsgebäuden, Garagen und dem Palas gebildet wird, gelangt man durch ein schmiedeeisernes Tor in den mit einer Stein-Balustrade begrenzten Schlosshof, der von Arkaden umgeben ist. Der Felsen, auf dem die Burg errichtet wurde reicht bis zum ersten Stockwerk. Vom Hof aus sind Sgraffiti auf der Mauer des im 16. Jahrhundert errichteten Palas zu sehen. Das Ensemble wird durch einen etwas abseits des Schlosses befindlichen Bergfried mit Kegeldach vervollständigt.                              | BDA-Hist.: Q177125 Status: Bescheid Stand der BDA-Liste: 2025-06-30 Name: Burg Clam GstNr.: .67, .68 Burg Clam                              |
| ja   | Datei hochladen | Bergfried der Burg Clam HERIS-ID: 65502 Objekt-ID: 78345           | Sperken 1 Standort KG: Clam                | Mauern aus dem 13. und 15. Jahrhundert. Der runde Bergfried hat einen rekonstruierten Wehrgang sowie ein Kegeldach. | BDA-Hist.: Q64512550 Status: Bescheid Stand der BDA-Liste: 2025-06-30 Name: Bergfried der Burg Clam GstNr.: .69 Burg Clam                   |

## Ehemalige Denkmäler
| Foto |                 | Denkmal                           | Standort                  | Beschreibung | Metadaten                                                                                      |
| ---- | --------------- | --------------------------------- | ------------------------- | --- | ---------------------------------------------------------------------------------------------- |
| ja   | Datei hochladen | Pfarrhof Objekt-ID: 19263bis 2019 | Klam 28 Standort KG: Clam | Nach der Pfarrerhebung 1784 erbaut mit Walmdach und schlichter Putzgliederung. Nordwestlich wurde um 1900 die Volksschule angebaut. | BDA-Hist.: Q37873241 Status: § 2a Stand der BDA-Liste: 2019-01-23 Name: Pfarrhof GstNr.: .40/1 |